# Хлеб мёртвых

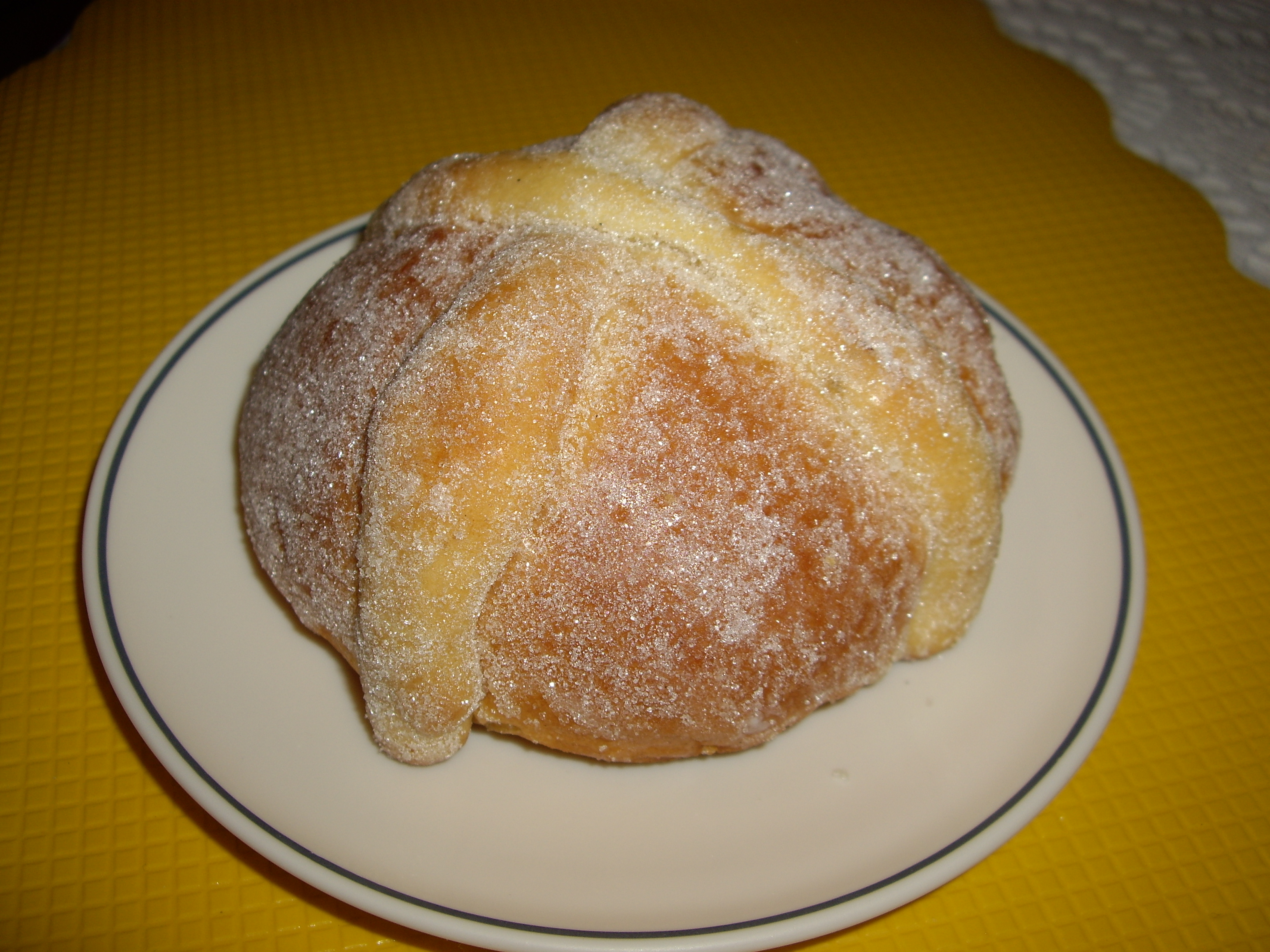
Хлеб мертвых из центра Мексики

Хлеб мёртвых (исп. Pan de Muerto) — особый вид хлеба, который пекут в Мексике ко Дню Мёртвых. Официально это событие приходится на 2 ноября, но фестиваль может длиться от одного дня до недели в зависимости от региона. Особо популярен этот фестиваль и хлеб, с которым он ассоциируется, в центре и на юге страны.
Хлеб мёртвых пекут в виде круглых буханок с полосками теста сверху (напоминающие по форме кости) и обычно посыпают сахаром. Часто сверху впекается хлебный шарик, символизирующий череп.
Существуют много вариантов хлеба мёртвых. Наиболее распространён рецепт из центра Мексики, где тесто приготавливается из пшеничной муки, дрожжей, масла, сахара, яиц и молока. Часто добавляются эссенции, например, ванили или апельсина.